# Liste der Orte im Wartburgkreis
Diese Liste enthält alle Orte (Städte, Gemeinden und Ortsteile) im thüringischen Wartburgkreis.
| Ort                             | Gemeinde              | Einwohner (ca.) |
| ------------------------------- | --------------------- | --------------- |
| Auenheim-Rienau                 | Werra-Suhl-Tal        | 75              |
| Bad Liebenstein, Stadt          | Bad Liebenstein       | 3.200           |
| Bad Salzungen, Stadt            | Bad Salzungen         | 14.456          |
| Bairoda                         | Bad Liebenstein       | 200             |
| Barchfeld                       | Barchfeld-Immelborn   | 3.244           |
| Behringen                       | Hörselberg-Hainich    | 1.600           |
| Berka vor dem Hainich           | Berka vor dem Hainich | 833             |
| Berka/Werra, ehemalige Stadt    | Werra-Suhl-Tal        | 1.500           |
| Bermbach                        | Buttlar               | 200             |
| Bernshausen                     | Dermbach              | 200             |
| Berteroda                       | Eisenach              | 123             |
| Beuernfeld                      | Hörselberg-Hainich    | 120             |
| Bischofroda                     | Bischofroda           | 695             |
| Bolleroda                       | Hörselberg-Hainich    | 115             |
| Borsch                          | Geisa                 | 660             |
| Bremen                          | Geisa                 | 320             |
| Brunnhartshausen                | Dermbach              | 320             |
| Buchenau                        | Amt Creuzburg         | 50              |
| Burkhardtroda                   | Gerstungen            | 295             |
| Burla                           | Hörselberg-Hainich    | 100             |
| Buttlar                         | Buttlar               | 875             |
| Craula                          | Hörselberg-Hainich    | 320             |
| Creuzburg, ehemalige Stadt      | Amt Creuzburg         | 2.000           |
| Dankmarshausen                  | Werra-Suhl-Tal        | 1.074           |
| Dermbach                        | Dermbach              | 2.169           |
| Deubach                         | Wutha-Farnroda        | 300             |
| Diedorf                         | Dermbach              | 386             |
| Dietlas                         | Krayenberggemeinde    | 500             |
| Dippach                         | Werra-Suhl-Tal        | 1.091           |
| Dönges                          | Bad Salzungen         | 255             |
| Dorndorf                        | Krayenberggemeinde    | 2.150           |
| Ebenshausen                     | Amt Creuzburg         | 300             |
| Eckardtshausen                  | Gerstungen            | 543             |
| Eisenach                        | Eisenach              | 36.797          |
| Empfertshausen                  | Empfertshausen        | 626             |
| Ettenhausen an der Nesse        | Hörselberg-Hainich    | 165             |
| Ettenhausen an der Suhl         | Bad Salzungen         | 480             |
| Etterwinden                     | Bad Salzungen         | 644             |
| Ettmarshausen                   | Barchfeld-Immelborn   | 60              |
| Falken                          | Treffurt              | 1.000           |
| Fernbreitenbach                 | Werra-Suhl-Tal        | 400             |
| Föhlritz                        | Dermbach              | 80              |
| Förtha                          | Gerstungen            | 804             |
| Frankenroda                     | Amt Creuzburg         | 336             |
| Frauensee                       | Bad Salzungen         | 750             |
| Gehaus                          | Dermbach              | 650             |
| Geisa, Stadt                    | Geisa                 | 2.000           |
| Geismar                         | Geisa                 | 580             |
| Gerstengrund                    | Gerstengrund          | 61              |
| Gerstungen                      | Gerstungen            | 2.900           |
| Glücksbrunner Werke             | Bad Liebenstein       | 16              |
| Göringen                        | Eisenach              | 180             |
| Gospenroda                      | Werra-Suhl-Tal        | 550             |
| Gräfen-Nitzendorf               | Bad Salzungen         | 247             |
| Großburschla                    | Treffurt              | 1.100           |
| Großenlupnitz                   | Hörselberg-Hainich    | 800             |
| Großensee                       | Werra-Suhl-Tal        | 211             |
| Gumpelstadt                     | Bad Salzungen         | 998             |
| Hämbach                         | Bad Salzungen         | 493             |
| Hastrungsfeld                   | Hörselberg-Hainich    | 130             |
| Hausbreitenbach                 | Werra-Suhl-Tal        | 150             |
| Herda                           | Werra-Suhl-Tal        | 650             |
| Hohleborn                       | Bad Salzungen         | 53              |
| Hörschel                        | Eisenach              | 245             |
| Horschlitt                      | Werra-Suhl-Tal        | 300             |
| Hötzelsroda                     | Eisenach              | 1.256           |
| Hütscheroda                     | Hörselberg-Hainich    | 60              |
| Ifta                            | Treffurt              | 1.150           |
| Immelborn                       | Barchfeld-Immelborn   | 1.477           |
| Kahlenberg                      | Wutha-Farnroda        | 350             |
| Kälberfeld                      | Hörselberg-Hainich    | 260             |
| Kaltenborn                      | Bad Salzungen         | 488             |
| Ketten                          | Geisa                 | 280             |
| Kieselbach                      | Krayenberggemeinde    | 1.700           |
| Kittelsthal                     | Ruhla                 | 750             |
| Kranlucken                      | Schleid               | 273             |
| Krauthausen                     | Krauthausen           | 932             |
| Kupfersuhl                      | Bad Salzungen         | 226             |
| Langenfeld                      | Bad Salzungen         | 458             |
| Lauchröden                      | Gerstungen            | 1.000           |
| Lauterbach                      | Lauterbach            | 657             |
| Leimbach                        | Leimbach              | 1.815           |
| Madelungen                      | Eisenach              | 343             |
| Marksuhl                        | Gerstungen            | 1.365           |
| Martinroda                      | Vacha                 | 284             |
| Meimers                         | Bad Liebenstein       | 550             |
| Melborn                         | Hörselberg-Hainich    | 200             |
| Merkers                         | Krayenberggemeinde    | 1.400           |
| Mihla                           | Amt Creuzburg         | 2.260           |
| Möhra                           | Bad Salzungen         | 565             |
| Mosbach                         | Wutha-Farnroda        | 1.383           |
| Motzlar                         | Schleid               | 342             |
| Nazza                           | Nazza                 | 599             |
| Neidhartshausen                 | Dermbach              | 323             |
| Neuendorf                       | Bad Salzungen         | 150             |
| Neuenhof                        | Eisenach              | 496             |
| Neukirchen                      | Eisenach              | 599             |
| Neustädt                        | Gerstungen            | 300             |
| Oberalba                        | Dermbach              | 279             |
| Oberellen                       | Gerstungen            | 850             |
| Oberrohn                        | Bad Salzungen         | 274             |
| Oberzella                       | Vacha                 | 500             |
| Oechsen                         | Oechsen               | 658             |
| Otzbach                         | Geisa                 | 200             |
| Pferdsdorf                      | Krauthausen           | 240             |
| Pferdsdorf                      | Unterbreizbach        | 500             |
| Räsa                            | Unterbreizbach        | 600             |
| Reichenbach                     | Hörselberg-Hainich    | 390             |
| Ruhla, Stadt                    | Ruhla                 | 3.700           |
| Sallmannshausen                 | Gerstungen            | 150             |
| Sättelstädt                     | Hörselberg-Hainich    | 600             |
| Scherbda                        | Amt Creuzburg         | 400             |
| Schleid                         | Schleid               | 402             |
| Schnellmannshausen              | Treffurt              | 900             |
| Schönau an der Hörsel           | Wutha-Farnroda        | 300             |
| Schweina                        | Bad Liebenstein       | 2.914           |
| Seebach                         | Seebach               | 2.277           |
| Sondra                          | Hörselberg-Hainich    | 150             |
| Spahl                           | Geisa                 | 440             |
| Spichra                         | Krauthausen           | 200             |
| Springen                        | Bad Salzungen         | 130             |
| Stadtlengsfeld, ehemalige Stadt | Dermbach              | 1.950           |
| Stedtfeld                       | Eisenach              | 815             |
| Steinbach                       | Bad Liebenstein       | 1.230           |
| Stockhausen                     | Eisenach              | 723             |
| Stregda                         | Eisenach              | 1.391           |
| Sünna                           | Unterbreizbach        | 1.300           |
| Thal                            | Ruhla                 | 1.800           |
| Tiefenort                       | Bad Salzungen         | 2.872           |
| Treffurt, Stadt                 | Treffurt              | 2.700           |
| Tüngeda                         | Hörselberg-Hainich    | 550             |
| Übelroda                        | Barchfeld-Immelborn   | 164             |
| Unteralba                       | Dermbach              | 675             |
| Unterbreizbach                  | Unterbreizbach        | 1.400           |
| Unterellen                      | Gerstungen            | 550             |
| Unterrohn                       | Bad Salzungen         | 250             |
| Untersuhl                       | Gerstungen            | 600             |
| Urnshausen                      | Dermbach              | 580             |
| Ütteroda                        | Krauthausen           | 261             |
| Vacha, Stadt                    | Vacha                 | 3.200           |
| Vitzeroda                       | Werra-Suhl-Tal        | 300             |
| Völkershausen                   | Vacha                 | 1.179           |
| Waldfisch                       | Bad Salzungen         | 242             |
| Wartha                          | Eisenach              | 83              |
| Weilar                          | Weilar                | 889             |
| Wenigenlupnitz                  | Hörselberg-Hainich    | 650             |
| Wenigentaft                     | Buttlar               | 300             |
| Wiesenfeld                      | Geisa                 | 160             |
| Wiesenthal                      | Wiesenthal            | 744             |
| Wildprechtroda                  | Bad Salzungen         | 489             |
| Witzelroda                      | Bad Salzungen         | 400             |
| Wölferbütt                      | Vacha                 | 401             |
| Wolfmannsgehau                  | Treffurt              | 70              |
| Wolfsbehringen                  | Hörselberg-Hainich    | 650             |
| Wolfsburg-Unkeroda              | Gerstungen            | 754             |
| Wünschensuhl                    | Werra-Suhl-Tal        | 500             |
| Wutha-Farnroda                  | Wutha-Farnroda        | 4.300           |
| Zella/Rhön                      | Dermbach              | 453             |
| Zitters                         | Schleid               | 53              |

## Weitere Ortsteile
- Zur Stadt Amt Creuzburg gehören die ehemalige Saline Wilhelmsglücksbrunn sowie die Weiler Ebenau, Freitagszella, Hahnroda und Probsteizella.
- Zur Stadt Bad Liebenstein gehören die Siedlungen Altenstein, Glücksbrunn, Marienthal und Profisch, die Kleinsiedlungen Raboldsgrube und Atterode sowie die Höfe Sorga und Wolfsberg. Bad Liebenstein entstand 1801 aus dem Zusammenschluss der Dörfer Grumbach und Sauerborn.
- Zu Bad Salzungen gehören die Stadtteile Kloster (hervorgegangen aus der Gemeinde Kloster Allendorf) und Dorf Allendorf, die mit der Stadt zusammengewachsen sind, sowie die Sorghöfe. Zum Ortsteil Ettenhausen an der Suhl gehört die Kleinsiedlung Hetzeberg. Zum Ortsteil Frauensee gehören die Bergbausiedlung Möllersgrund und die Höfe Knottenhof und Schergeshof. Zum Ortsteil Tiefenort gehören die Weiler Hüttenhof, Röhrigshof und Weißendiez. Zum Ortsteil Kupfersuhl gehört der Weiler Wackenhof.
- Zu Barchfeld-Immelborn gehört der Hof Hauenhof.
- Zu Buttlar gehören die Weiler Borbels und Mieswarz.
- Zu Dermbach gehören die Weiler Glattbach, Hartschwinden, Hohenwart, Lindenau, Mebritz und Menzengraben sowie die Höfe Lindigshof und Steinberg.
- Zu Eisenach:
  - Die Kernstadt Eisenach besteht aus
    - der Altstadt mit dem Wohngebiet Goethestraße
    - dem Südviertel mit den Villengebieten Marienthal, Marienhöhe, Sophienhöhe, Schlossberg und Predigerberg
    - der Weststadt mit dem Wohngebiet Stedtfelder Straße sowie dem Stiek (bekannt durch den Eisenacher Sommergewinn)
    - der Oststadt mit den Wohngebieten Petersberg und Hofferbertaue sowie den historischen Ortslagen Fischbach, Rothenhof und dem ehemaligen Gut Trenkelhof
    - dem Stadtteil Eisenach Nord mit den Wohngebieten Eisenach Nord, Thälmannstraße, Karlskuppe und Wartenberg.

  - Zum Stadtgebiet der Kernstadt von Eisenach gehören auch die Wartburg mit dem Wartburghotel; das Schloss Hohe Sonne sowie die Kleinsiedlungen Ramsborn und Gefilde.
  - Zum Ortsteil Stedtfeld gehört der Rangenhof am Rennsteig.
  - Zum Ortsteil Hötzelsroda gehören Landstreit, Dürrerhof und Mittelshof.
- Zu Geisa gehören die Weiler Apfelbach, Geblar, Reinhards und Walkes.
- Zu Gerstungen gehören die Weiler Clausberg und die Höfe Frommeshof, Hütschhof und Lutzberg. Zum Ortsteil Förtha gehört das aus einer frühneuzeitlichen Bergarbeitersiedlung entstandene Dorf Epichnellen, mit dem es zusammengewachsen ist, und zum Ortsteil Eckardtshausen die Siedlung Wilhelmsthal. Zum Ortsteil Marksuhl gehören die Höfe Baueshof, Josthof, Mölmeshof sowie die Weiler Lindigshof und Meileshof.
- Zu Hörselberg-Hainich gehört Behringen, das aus den zusammengewachsenen Dörfern Großenbehringen und Oesterbehringen besteht.
- Zu Krauthausen gehören die Höfe Deubachshof und Lengröden.
- Zur Krayenberggemeinde zählen der Weiler Kirstingshof und die Siedlung Kambachsmühle.
- Zu Leimbach gehören die Dörfer Hermannsroda und Kaiseroda, die inzwischen mit dem Ort zusammengewachsen sind.
- Zu Nazza gehört der Hof Wernershausen.
- Zu Oechsen gehört der Weiler Lenders.
- Zu Schleid gehören die Höfe Oberrothhof, Röderkirchhof und Unterrothhof.
- Zu Unterbreizbach gehören die Weiler Deicheroda, Hüttenroda (mit dem Gehöft Hofwiesen), Mosa, Mühlwärts und Poppenberg.
- Zu Vacha gehören die Weiler Badelachen, Busengraben mit dem Furthmühle, Hedwigshof, Heiligenroda, Kohlgraben, Luttershof, Mariengart, Masbach, Niederndorf, Rodenberg, Schwenge, Unterzella und Willmanns.
- Zu Weilar gehört der Hof Bayershof.
- Zu Werra-Suhl-Tal gehören der Weiler Abteroda und die Höfe Gasteroda und Kratzeroda.
- Wutha-Farnroda besteht aus den zusammengewachsenen Dörfern Wutha, Farnroda und Eichrodt.